# Juan González Grajal
Juan González Grajal fue obispo de Sigüenza entre 1415 y 1416.

## Biografía
El 8 de noviembre de 1415, acabado el sepelio de Juan de Illescas, se mandó citar al Cabildo para tratar la elección del obispo sustituto, cargo que recayó sobre González Grajal. Este había ejercido como arcediano de Almazán y luego, desde 1398, habría sido deán en Sigüenza, además de provisor y vicario general de Juan Illescas. Fundó una capilla, la de San Miguel Arcángel, en la catedral de Sigüenza. Falleció en 1416, quizás el 14 de noviembre, y fue sepultado en dicha capilla, donde se le hizo un mausoleo de alabastro.